# Vincent Bendix
Vincent Hugo Bendix, född 12 december 1882 i Moline, Illinois, död 27 mars 1945, var en amerikansk uppfinnare och industriman. Fadern Bengt Johan var präst i Moline, Illinois, och född i Kambo, Färgaryds församling i Småland. Även hans mor, Anna Danielsson, kom från Sverige.  
Bendix grundade 1907 företaget Bendix Corporation of Chicago för att tillverka bilar under varumärket Bendix Buggies. Mellan 1907 och 1909 tillverkade hans företag över 7000 bilar innan det slutade i konkurs. 1910 uppfann han Bendixkopplingen som gjorde att den elektriska startmotorn kunde förses med frikoppling, men han sålde tillverkningsrättigheterna till en annan koncern. 1923 grundade han bolaget Bendix Brake Company som konstruerade det första bromssystemet för fyrhjulsbromsar. 1928 startade han Bendix Aviation Corporation som 1931 satte upp Bendixtrofén för flygtävlingar över Atlanten. 1942 startade han företaget Bendix Helicopters, Inc. Senare kom företagen Bendix Aviation och Bendix Brake gå samman under namnet Bendix Corporation. Bendix har personligen över 5500 patent inom bil, fartyg, och flygindustrin.
Bendix Corporation fusionerades på 80-talet med andra teknikföretag. Tidigare Bendixverksamhet finns nu bland annat inom Honeywell. Den Bendixdel som arbetade med bromsar ingår numera i den amerikanska delen av det Münchenbaserade bromsföretaget Knorr-Bremse.
Genom sin svenskättade bakgrund var Victor Bendix medlem av Långarydssläkten, och han sponsrade bland annat Sven Hedins forskningsresor.